# Бризигелла

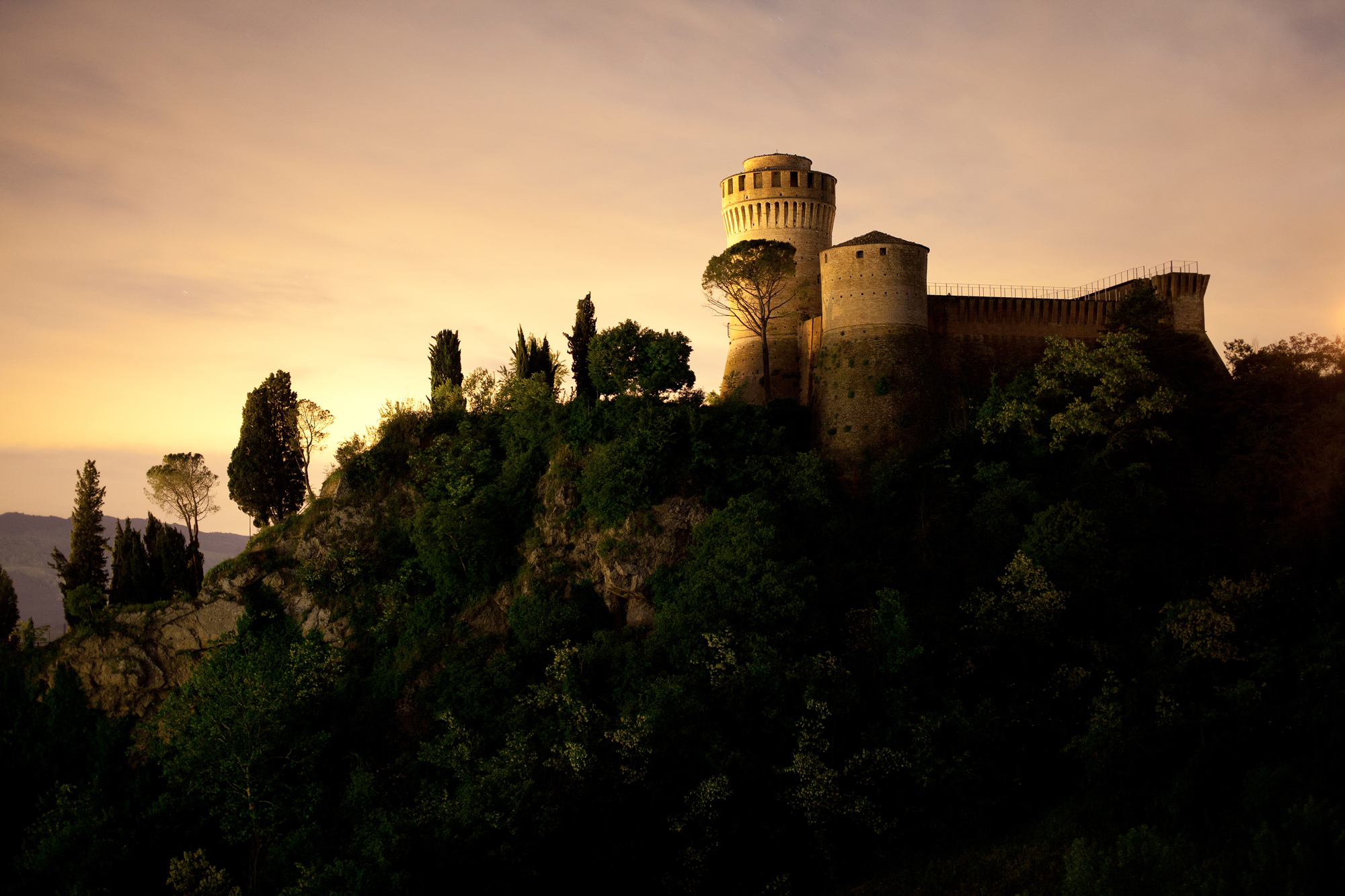
La Rocca Manfrediana e Veneziana di Brisighella.

Бризиге́лла (итал. Brisighella) —  коммуна в Италии, расположена в области Эмилия-Романья, подчиняется административному центру Равенна.
Население коммуны, на 01.01.2024 года, составляет 7173 человека, плотность населения ─ 37,01 чел./км². Коммуна занимает площадь 193,79 км². 
Почтовый индекс — 48013. Телефонный код — 0546.
Покровителем коммуны почитается Архангел Михаил, празднование 29 сентября.

## Администрация коммуны
Главой коммуны является мэр Массимилиано Педерцоли, с 8 июня 2024 года. 